# Otostigmus poonamae
Otostigmus poonamae är en mångfotingart som beskrevs av Lalit Prasad Khanna och R.C. Tripathi 1986. Otostigmus poonamae ingår i släktet Otostigmus och familjen Scolopendridae. Inga underarter finns listade i Catalogue of Life.